# Голошинські ями
Голо́шинські Я́ми — орнітологічний заказник місцевого значення в Україні. Розташований на території Тернопільського району Тернопільської області, біля південно-східної околиці села Голошинці, в долині річки Самчик. Колишні торфорозробки, урочище «Ями». 
Площа 5 га. Статус присвоєно у 2003 році. Перебуває у віданні: Новосільська сільська рада. 